# De Wereldbibliotheek-Vereniging
De Wereldbibliotheek-Vereniging werd opgericht in 1925. De leden kregen korting op uitgaven van de Wereldbibliotheek, toegang tot concerten, excursies, lezingen en andere culturele evenementen en ieder kwartaal viel de premie-uitgave in de brievenbus. Dat gebeurde op het hoogtepunt bij 30.000 leden.
In 1986 kwam de opheffing van de vereniging en werd de Wereldbibliotheek een 'gewone' uitgeverij. Deze uitgeverij herdenkt haar vereniging met de publicatie van het boek Een dampkring van cultuur, geschreven door Niek Miedema. De 233 in 61 jaar verstrekte premie-uitgaven worden in deze uitgave in kleur en met een toelichting afgebeeld. Het waren meestal boekjes (176), maar in bijna een kwart van de gevallen ook andere cadeautjes: een ets, mapjes prentkaarten (7), een kopergravure, houtsneden (7), mapjes reproducties (3), tekeningen (6), vouwbladen (22), houtgravures (7), een wenskaartje, een rijmprent en een speelkaart. Bij de Wereldbibliotheek-Vereniging richtte men zich tot de culturele middenstand van het Nederlandse volk. Vooral tijdens de bezetting, die zonder veel kleurscheuren werd doorstaan, was de belangstelling voor uitgaven van de Wereldbibliotheek bijzonder hoog en waren de premie-uitgaven bijzonder welkom.
De Wereldbibliotheek werd in 1905 opgericht door dr. Leo Simons, met het doel de arbeiders te verheffen door middel van het betere boek. Het moest wat hem betrof een fonds van goede en goedkope lectuur worden. Hoewel geen socialist, was hij wel een sociaal bewogen mens. Met laaggeprijsde heruitgaven van Sara Burgerhart en de Max Havelaar boekte hij zijn eerste successen.
Intussen is de Wereldbibliotheek een kleine uitgever geworden, onderdeel van Park Uitgevers

## Nieuwjaarsgroeten
De W.B.-vereniging was gewend nieuwjaarsgroeten te zenden aan de leden.
In 1964 werd een vouwblad met het verhaal Drie Koninkrijken door de Wereldbibliotheek als geschenk voor de leden gebruikt. Vertaald door mevrouw R. Ebeling-van Delft, houtgravures van Lou Strik, typografie: Johan H. van Eikeren. Gedrukt op houtvrij opdikkend romanpapier van C.G.A. Corvey door drukkerij Koenders te Amsterdam. Een extra oplage van 500 exx., waarvan 150 stuks genummerd, werd gedrukt op Basingwerk Parchment als nieuwjaarsgroet van het bestuur van de W.B.-vereniging en directies van de Wereldbibliotheek N.V. te Amsterdam en Antwerpen. Nr. 6 werd gevonden bij het Corvey model 52 in de nalatenschap van Johan H. van Eikeren.

## Paasuitgaven
Rond de viering van het Paasfeest, werd er een uitgave gereed gemaakt voor de leden van de W.B.-Vereniging.
In 1950 was dat een essay over Plato en Socrates:
- Plato's Crito, vertaald door Dr S. Koperberg, Oud-Conrector van het Gemeentelijk Lyceum te Zaandam, 1950, Omslagtekening en typografische verzorging van Dick Dooijes[1], waartoe is toegevoegd: felicitatieprent met een houtsnede van Froukje van der Meer,[2] met de tekst: Vrolijk Pasen wensen U het Bestuur der W.B.-Vereniging en de directie der Wereldbibliotheek.